# The Corner (Album)
The Corner ist ein Album von Fred Van Hove und Roger Turner. Die am 7. Dezember 2015 im Londoner Veranstaltungsort Cafe Oto entstandenen Aufnahmen erschienen am 4. August 2017 auf Relative Pitch Records.

## Hintergrund
Der eine sei als Pianist zu den Pionieren der Improvisation in Europa zu zählen, schrieb Vincenzo Roggero (erinnert sei an seine Mitwirkung in den 1960er Jahren in den Gruppen von Peter Brötzmann und insbesondere am grundlegenden Machine Gun-Album), der andere sei seit den 1970er Jahren Schlagzeuger in den verschiedenen Konstellationen der britischen Avantgarde und Improvisationsmusik. Roger Turner hatte seit 2000 in einer Reihe von Duo-Begegnungen gespielt, so mit John Russell, Steve Beresford, Phil Minton, Lol Coxhill, Alex Ward, Urs Leimgruber und im September 2016 im Cafe Oto mit der Flötistin Yukihiro Isso. Kurz zuvor war Turner dort mit dem Pianisten Fred Van Hove zusammengetroffen.

## Titelliste
- Fred Van Hove & Roger Turner: The Corner (Relative Pitch Records RPR1059)[1]

1. Life Dealers 26:48
2. Shopped 7:33
3. The Hat 20:25
4. More Light 7:27

Die Kompositionen stammen von Fred Van Hove und Roger Turner.

## Rezeption

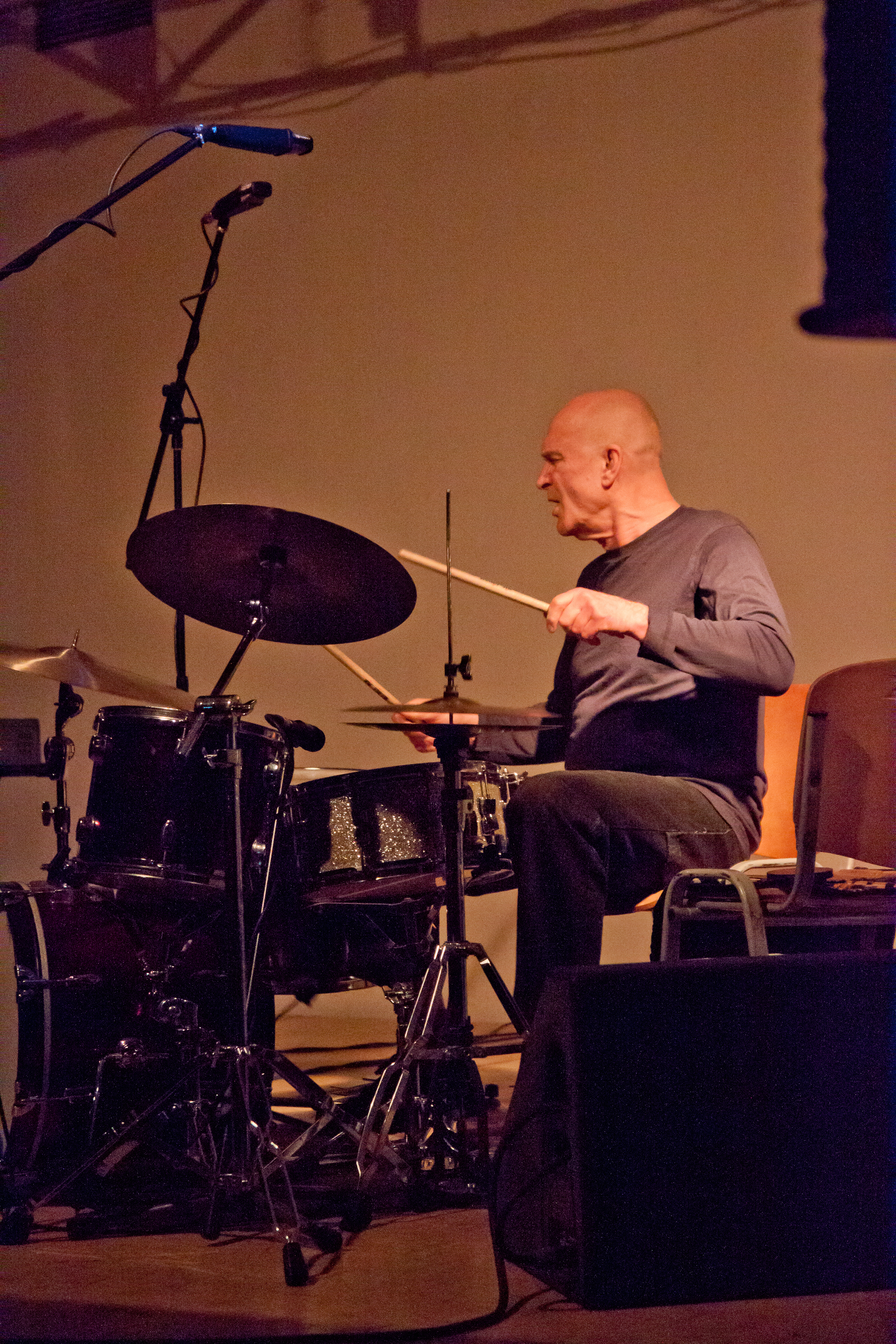
Roger Turner bei einem Auftritt mit Alan Silva in Moskau 2015

Nach Ansicht von Vincenzo Roggero, der das Album in der italienischen Ausgabe von All About Jazz rezensierte, sollte der Mitschnitt als eine einzige Suite genossen werden – in der die Musik „wie ein Fluss ist, der manchmal ruhig und majestätisch fließt, manchmal von tosenden Wasserfällen belebt wird, oft durch plötzliche überraschende Hindernisse und Richtungsänderungen.“ Van Hove und Turner würden höchste Meisterschaft und enzyklopädisches musikalisches Wissen in The Corner einbringen; es sei Musik ohne Netz, komplex, in gewisser Weise faszinierend und provokativ in ihrer festen Verankerung in den historischen Stilmerkmalen der europäischen Freien Improvisationsmusik. Sicherlich verlockend für Liebhaber des Genres, aber unweigerlich eingeschränkt durch die Reduktion auf das Hören und das fehlende visuelle Erlebnis der Kommunikation, die nur das Erlebnis eines Live-Konzerts bieten könne.
Geoff Winston schrieb in einer Konzertkritik Ende 2015 in London Jazz News, in einer erhabenen Meisterklasse der Erfindung und improvisierten Interaktion im Cafe Oto lieferten der belgische Pianist Fred Van Hove und der Meister-Percussionist Roger Turner das zutiefst Komplexe mit einem wahrhaft eleganten Touch. „Van Hove dachte immer voraus, erzeugte Schichten wohlklingender, ausdrucksstarker Muster auf der Tastatur und legte seinen weitreichenden Wanderungen eine fast symphonische Struktur auf, auf die Turner mit belebend artikulierter Interpunktion reagierte, während er aus einem Arsenal sekundenschneller, ausdrucksstarker Antworten schöpfte, die vor Taktilität, Zartheit und Einfallsreichtum nur so strotzen.“